# Alfred Nagl (Offizier)
Alfred Nagl (* 9. Mai 1915 in Wien; † 13. Februar 2021 im Burgenland) war ein Brigadier des österreichischen Bundesheeres.

## Militärische Laufbahn
Beförderungen
- 1937 Gefreiter
- 1938 Korporal
- 1938 Unteroffizier
- 1939 Wachtmeister
- 1941 Oberwachtmeister
- 1943 Leutnant
- 1944 Oberleutnant

- 1954 Gendarmerierittmeister
- 1956 Hauptmann
- 1960 Major
- 1967 Oberstleutnant
- 1972 Oberst
- 1980 Brigadier

### Erste Republik und Zweiter Weltkrieg
Alfred Nagl trat in der Ersten Republik in das Bundesheer ein und erlebte den Anschluss Österreichs und die dabei erfolgte Besetzung des Bundeskanzleramtes durch die deutsche Wehrmacht und den Zweiten Weltkrieg als Soldat.
Bei der Wehrmacht wurde er im Polen- und Frankreich-Feldzug, bei der Flakabwehr in Köln, an der Invasionsfront und als Kommandant der letzten Verteidigung von Bonn eingesetzt.
Er wurde 1945 verwundet und verbrachte kurze Zeit in US-Kriegsgefangenschaft.

### Zweite Republik
1950 war Nagl als Sicherheitsbeauftragter beim damaligen Bundeskanzler Leopold Figl, nachdem er zuvor bereits dessen Adjutant war. Kurze Zeit später kam er zur B-Gendarmerie und später zum Bundesheer der Zweiten Republik, wo er wie bereits vor dem Zweiten Weltkrieg bei der Garde diente.
Bei den Olympischen Winterspielen 1964 und 1976 in Innsbruck war Nagl Zeremonienmeister und militärischer Chef-Organisator. Fortan wurde er oft auch als Olympia-Nagl bezeichnet.
1981 ging er in den Ruhestand.

### Auszeichnungen und Ehrenzeichen (Auswahl)
- Eisernes Kreuz II. Klasse[5]
- 1954 Silbernes Verdienstzeichen der Republik Österreich[5]
- 1965 Goldenes Verdienstzeichen der Republik Österreich[5]
- 1971 Goldenes Ehrenzeichen für Verdienste um das Bundesland Niederösterreich[5]
- 1977 Tiroler Adler-Orden in Gold[5]
- 1979 Kommandeurkreuz des Schwedischen Nordsternordens[2][5]

## Privates
Alfred Nagl war zweimal verheiratet, zuerst mit Anna Nagl (geborene Wagner), mit der er zwei Kinder hatte und später mit Ingrid Nagl-Schramm.